# 락 앤 러브
락 앤 러브(You Instead, 미국 개봉명: Tonight You're Mine)는 2011년 개봉한 영국의 로맨스 영화이다.
티 인 더 파크(T in the Park) 음악 페스티벌을 배경으로 시그마 필름스가 촬영한 두 명의 불화 록 스타가 공연 예정인 페스티벌에서 함께 수갑을 채우는 이야기이다.

## 줄거리
영국 유명 음악 축제 '티 인 더 파크'(T in the Park)에서 공연 예정인 두 밴드의 리더, 아담과 모렐로는 서로 앙숙 관계다. 성공적인 팝 그룹 'The Make'의 리드 싱어인 아담은 자신의 매니저를 찾다가 펑크 밴드 'The Dirty Pinks'의 리드 싱어 모렐로와 마주친다. 다투던 중, 이들을 가르치려던 설교자에 의해 수갑으로 함께 묶이게 된다. 수갑을 풀 열쇠를 잃어버린 채, 둘은 함께 공연해야 하는 상황에 놓인다. 처음에는 서로 못마땅해 하지만, 시간이 지나면서 서로에게 공통점이 있다는 것을 발견하고, 모렐로는 자신의 남자친구에게 정말 만족하는지 의문을 품기 시작한다.

## 캐스팅
- 루크 트레더웨이 - Adam
- 내털리 테나 - Morello
- 매슈 베인턴 - Tyko
- 개빈 미첼 - Boaby
- 알라스테어 매켄지 - Mark
- 루타 게드민터스 - Lake
- 캐리 코벳 - Kirsty